# Etiqueta de peaje

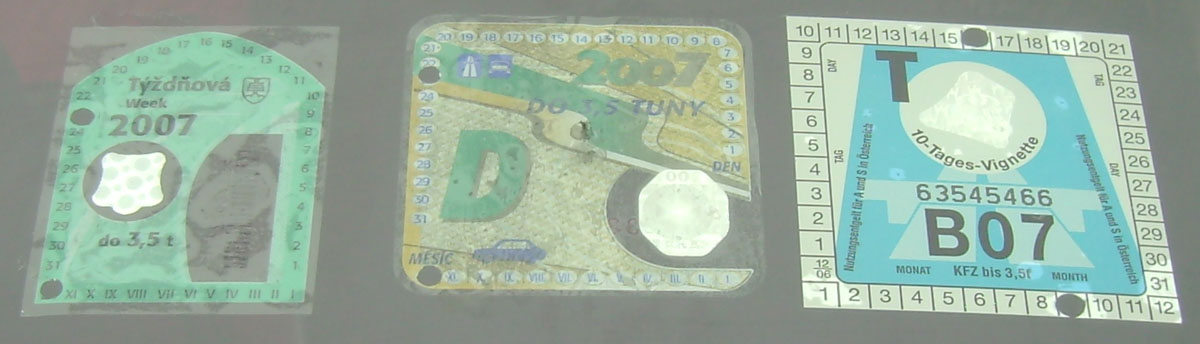
Etiquetas de peaje de Eslovaquia, República Checa y Austria

La etiqueta de peaje (también conocida incorrectamente como viñeta) es una forma de tarificación de rutas impuesta normalmente a los vehículos, además del impuesto de circulación obligatorio, basada en un periodo en el que el vehículo puede utilizar la carretera, en lugar de las autopistas de peaje basadas en la distancia recorrida. Las etiquetas de peaje se utilizan actualmente en varios países europeos. El término se originó en Francia en la década de 1950; sin embargo, las etiquetas de peaje no estaban vinculadas al uso de las autopistas y dejaron de existir; ahora se emplean en toda la Europa Central e Italia.
Las etiquetas de peaje se usan en Austria, Bulgaria, la República Checa, Hungría, Moldavia, Rumanía, Eslovaquia, Eslovenia y Suiza. En la mayoría de los países, se coloca un pequeño distintivo de color en el parabrisas del vehículo. Sin embargo, en Bulgaria, República Checa, Hungría, Rumanía, Eslovaquia y, desde 2021, en Eslovenia, se han sustituido por etiquetas de peaje electrónicas. En Moldavia, las etiquetas de peaje son necesarias para cualquier carretera, mientras que en Bulgaria y Rumanía se requieren para utilizar cualquier carretera fuera de las zonas urbanas. En los demás países, sólo se necesitan etiquetas de peaje para las autopistas y autovías.
El precio de la etiqueta de peaje anual para turismos oscila entre 30 € y 150 €, según el país. En todos los países, excepto en Suiza, se venden etiquetas de peaje de corta duración para vehículos de visita o en tránsito. En Suiza, los automovilistas extranjeros de visita deben comprar una etiqueta de peaje anual para utilizar las autopistas del país. Las etiquetas de peaje suelen obtenerse en los pasos fronterizos, las gasolineras y otros puntos de venta. Las etiquetas de peaje mal usadas o perdidas no suelen ser reembolsadas.
Los distintivos de las etiquetas de peaje suelen estar construidos de tal manera que es imposible despegarlas y volverlas a pegar sin que se destruyan, lo que garantiza que no puedan emplearse en más de un vehículo. Las cámaras de carretera suelen controlar el tráfico, y los funcionarios del Estado, como los guardias de fronteras y la policía nacional, verifican las etiquetas de peaje. A menudo se cobran cuantiosas multas en efectivo a los viajeros que utilizan las carreteras públicas sin una etiqueta de peaje válida y debidamente colocada. Suelen cobrarse peajes adicionales por pasar por determinados túneles y puentes de autopistas. En Austria, un túnel o puente sujeto a un peaje especial está, en teoría, libre de la obligación de la etiqueta de peaje. Sin embargo, en la práctica, esto suele ser discutible, ya que el acceso a muchos de ellos es sólo por autopista.

## Obligación de la etiqueta de peaje por país

### Unión Europea
La Directiva del eurodistintivo (también es conocido incorrectamente como euroviñeta) introducida en la Unión Europea en 1993, regula las autopistas de peaje para los camiones de un mínimo de 12 toneladas métricas. Basado en el artículo 8 de la Directiva del eurodistintivo, un acuerdo internacional firmado en 1994 por Bélgica, Dinamarca, Alemania, Luxemburgo y los Países Bajos estableció un sistema común de etiquetas de peaje en el marco del eurodistintivo. Suecia firmó un protocolo de adhesión al acuerdo en 1997, mientras que Alemania lo denunció en 2017.